# Another Code: R - Viaggio al confine della memoria
Another Code: R - Viaggio al confine della memoria (アナザーコード: R 記憶の扉?, Anazā Kōdo: R – Kioku no Tobira) è un videogioco d'avventura sviluppato da Cing e pubblicato nel 2009 da Nintendo per Wii. È il sequel di Another Code: Two Memories per Nintendo DS.

## Trama
La protagonista del gioco è Ashley Mizuki Robins, una ragazza di 16 anni cresciuta da sua zia, Jessica, dato che sua madre è morta quando Ashley aveva solo tre anni. Ashley spera di diventare, un giorno, una grande musicista.
Verso fine dell'estate, riceve una lettera dal padre, Richard, in cui la invita a passare una settimana in campeggio con lui presso Lake Juliet, dove egli lavora.
Incoraggiata dalla zia, Ashley si reca in campeggio. Lì il padre è occupatissimo al lavoro e ad Ashley viene rubata la borsa da viaggio mentre si reca alla piazzola del padre.
Dopo un susseguirsi di eventi, Ashley incontrerà Matthew Crusoe, un ragazzino di 13 anni che cerca di chiarire le circostanze dalla sparizione del padre, e scoprirà il segreto che si cela dietro il progetto "Another".

## Personaggi
- Ashley Mizuki Robins
- Matthew Crusoe
- Richard Robins
- Judd Fitzgerald
- Ryan Gray
- Mike Tyler
- Gina Barnes
- Elizabeth Alfred
- Rex Alfred
- Sayoko Robins
- Kelly Crusoe
- Emily Crusoe
- Micheal Crusoe
- Jessica Robins
- Tommy
- Sofia Callagher
- Dan
- John Smith
- Principessa
- Charlotte Graham
- Bob
- Sam
- Janet
- Olivia Graham
- Gilbert Moss
- Benjamin Graham

## Accoglienza
Il gioco ha ricevuto un punteggio di 28/40 dalla rivista giapponese Famitsū e dell'84% dalla rivista britannica Official Nintendo Magazine.